# Honda CA 125 Rebel
La Honda CA 125 Rebel est un modèle de moto fabriqué par le constructeur japonais Honda.
Elle a été commercialisée de 1995 à 2000.

## Description
La Honda CA 125 Rebel est une moto de 125 cm3 animée par un moteur bicylindre, ce qui le rend souple malgré sa puissance limitée. La 125 Rebel possède un look typiquement custom. Avec sa ligne longue et basse, sa fourche allongée, son réservoir « goutte d'eau », sa selle cavalière basse et son gros pneu arrière, elle voit son look encore plus affiné par son guidon « cornes de vaches », ses repose pieds avancés et ses chromes omniprésents. C'est à l'époque l'une des motos les plus adaptées pour un usage citadin. Sa personnalité US est encore accrue par son graphisme simple, l'éclat des aluminiums et des chromes ainsi que l'emploi de matériaux résistants notamment pour ses pare boue. La position de conduite caractéristique, la rend confortable à piloter et lui assure une bonne stabilité sur route ; elle est souvent recommandée aux débutants, bien que beaucoup de motards expérimentés y restent attachés.
On note l'absence de compte-tours avec un unique compteur de vitesse, rétroéclairé, qui dispose d'indications de passage des vitesses. Le modèle dispose d'accessoires en option dont le dossier passager arrière, les protections de moteur chromées et les repose pieds type custom.
Honda lance en 1999 la 125 Shadow qui remplace la Rebel, pendant que Yamaha sort la 125 Dragstar. Elles conserveront toutes le style custom.
La Honda Rebel 125 fait aujourd'hui une candidate de choix pour les passionnés de modifications en look bobber car elle constitue une excellente base de travail de par la forme de son châssis et son look custom indémodable. La conception de son moteur de série particulièrement robuste et fiable lui a donné une réputation de moto increvable malgré les kilomètres qui s'enchaînent sur certains compteurs.

## Historique

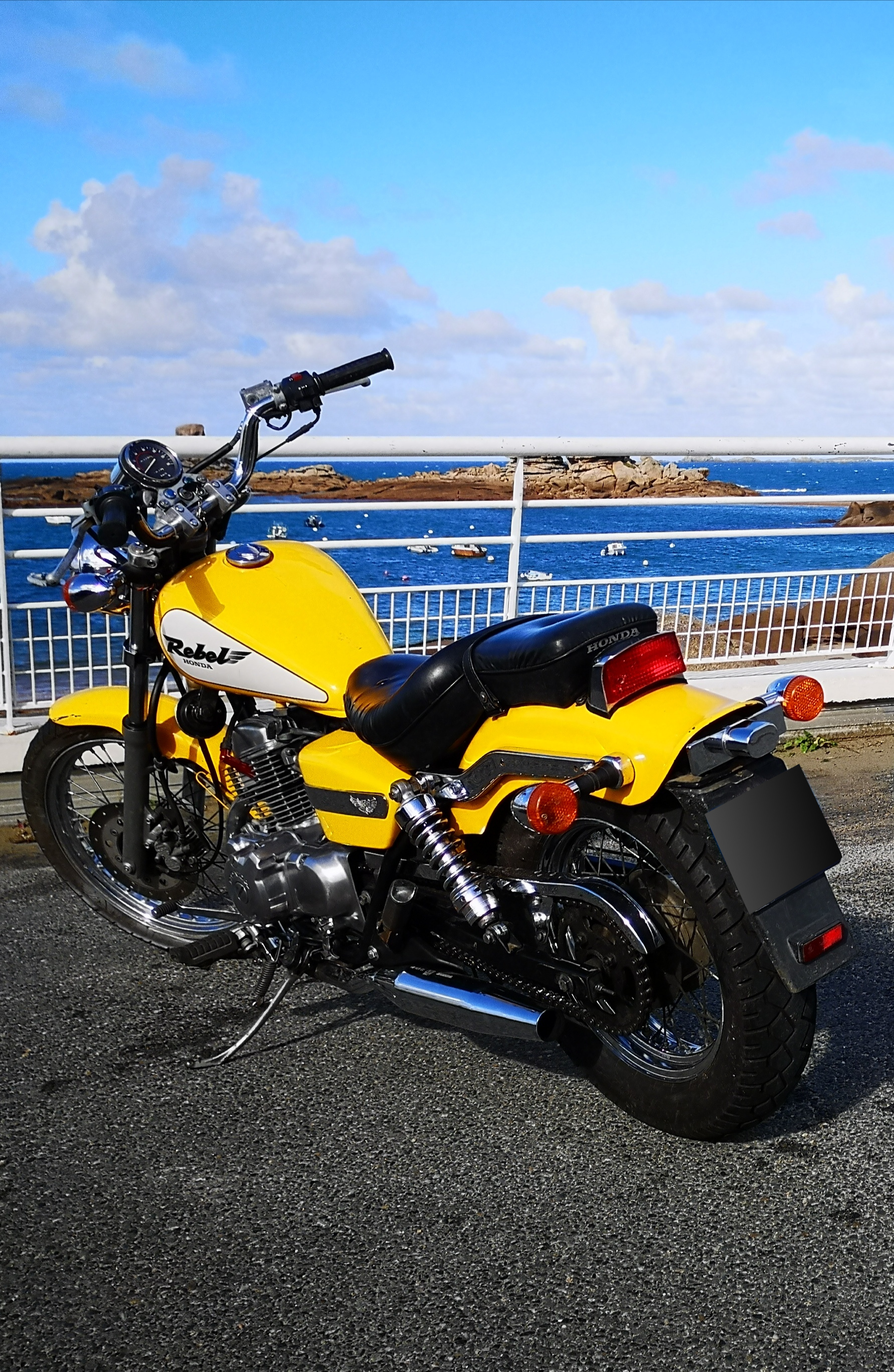

Depuis un certain temps déjà, Honda a lancé sur le marché européen une gamme de motos dite « custom à l'américaine ». Avec la Rebel, le constructeur japonais étend sa gamme vers les basses cylindrées. Présentée pour la première fois au salon de Paris, à l'automne 1995, elle sera accompagnée d'un modèle plus puissant, la CA 250 Rebel (en) dotée d'un moteur de 250 cm3 principalement réservé au marché américain. La 125 Rebel sera produite entre 1996 et 2000 en deux versions :
- la première version JC24 est homologuée le 14 novembre 1994 et commercialisée en février 1995 au prix de 23 990 FF clé en main. Trois coloris sont disponibles : noir, rouge et violet. Cette version est produite au Japon à Kumamoto ;
- la deuxième version JC26 remplace la première à partir de 1997. Un certain nombre de modifications apparaissent, en grande partie dues au fait que cette machine est à présent fabriquée chez Montesa Honda en Espagne. Les modifications sont d'une part esthétiques avec l'arrivée de nouveaux coloris (dont le très tape à l’œil Jaune Pico). D'autre part, côté technique, les modifications les plus importantes apparues avec la version JC26 concernent le carburateur qui dispose de nouveaux gicleurs, un mécanisme d'embrayage modifié avec une meilleure qualité de garniture de disques et le système de freinage équipé à présent d'un nouvel étrier et d'un nouveau maître-cylindre de marque Grimeca proche du modèle installé sur les NSR125R (en).

À partir de 1998, les flancs de réservoir reçoivent une coloration bi-ton : le logo Honda Rebel apparaît de façon plus visible, à l'intérieur d'un disque ovale qui se détache bien du coloris de la moto.

## Spécificités techniques
Le moteur monté sur la Honda Rebel 125 est un bicylindre en ligne à refroidissement par air. Il est dérivé de celui des Honda CB125T de 1977 et bénéficie des progrès techniques obtenus sur les modèles Honda entre 1978 et 1982. En effet, le moteur des Honda Rebel 125 possède des bielles calées à 360° installées sur un vilebrequin assemblé tournant sur trois paliers équipés de roulements avec la particularité de posséder un palier central assemblé avec le vilebrequin. Comme sur la version 250 cm3, le bloc-cylindres est incliné de 15° vers l'avant et non plus à 18° comme sur les modèles antérieurs.
Si la version CM125C avait été assagie par rapport au modèle CM125T, la 125 Rebel est elle aussi réfrénée en puissance, ce qui lui a permis de passer sans difficulté, à l'époque, les normes européennes en matière d'émissions. La puissance est passée ainsi pour un 125 cm3 de 10 kW à 10 000 tr/min à 7,8 kW à 9 500 tr/min avec toutefois une augmentation de couple obtenue à un faible régime moteur (6 500 tr/min). Ceci a été obtenu par une hauteur de cames d'admission et d'échappement moins importante ainsi qu'un profil de cames modifiant le diagramme de distribution.  Une autre modification importante sur la distribution a été effectuée sur la chaîne primaire qui est du type Hy-vo, chaîne à maillons plus silencieuse qu'une chaîne classique à rouleaux.
La lubrification sur ce moteur est de type à carter humide. L'huile est commune pour lubrifier le carter moteur, la transmission primaire et la boîte de vitesses. La pompe à huile est située derrière le carter d'huile, elle est entraînée par un pignon relié à la transmission primaire. Ainsi, la pompe aspire l'huile au fond du carter qui, passant au travers d'un filtre métallique (crépine), est chassée vers les différentes canalisations pour inonder les éléments concernés.
Côté admission, la Honda 125 Rebel est équipée d'un unique carburateur de marque Keihin simple corps à dépression de 18 mm de diamètre. Ceci constitue une exception sur un multicylindre japonais où l'on trouve habituellement un carburateur par cylindre. Le carburateur délivre le mélange air-essence au travers d'une pipe d'admission en « Y » vers les deux cylindres.
L'embrayage est de type multidisque à bain d'huile avec un mécanisme de progressivité qui a été abandonné sur les versions ultérieures à 1997. L'embrayage tourne sur l'axe primaire par l'intermédiaire d'un manchon et non pas directement sur l'arbre. La boîte de vitesses est à cinq rapports à pignons en prise constante actionnés par trois fourchettes montées sur le même axe.
La partie allumage de la moto fonctionne de façon très classique avec un allumage par CDI (thyristor). Le principal avantage de l'allumage électronique réside dans l'absence de réglages ultérieurs, l’étincelle étant délivrée vers les bougies avec une grande régularité contrairement au rupteur d’antan nécessitant de constants ajustements durant la durée de vie du véhicule.
La Honda 125 Rebel est équipée d'un unique démarreur électrique à cause de la clientèle visée, mais surtout dans le seul but d'éviter les coups de kicks notamment dans des conditions d'utilisation urbaine. Le mécanisme du kick starter a donc été éliminé. Néanmoins il reste possible de démarrer la 125 Rebel « à la poussette » comme on pouvait le faire autrefois sur les mobylettes débarrassées de leurs pédales.
Une batterie de 12 V/7 Ah permet d'alimenter le démarreur. La batterie est rechargée durant la conduite par un alternateur (volant magnétique) monté en bout de vilebrequin côté gauche. Le courant de 12 V apporte un plus non négligeable pour tous les équipements d'éclairage qui sont bien plus efficaces que sur les modèles antérieurs de moto alimentées en 6 V.

## Concurrence
L'émission High Side diffusée le 24 mars 2020 compare la Honda Rebel avec ses deux rivales contemporaines, la Kawasaki Eliminator et la Suzuki Marauder.